# Helloween (album)
Pour l'album homonyme du même groupe sorti en 2021, voir Helloween (album, 2021).
Albums de Helloween
Walls of Jericho
(1986)
Helloween est le premier EP du groupe de power metal allemand Helloween, sorti en 1985. Il sera suivi de leur premier album, Walls of Jericho, à la fin de la même année.
L'illustration de la pochette est signée Uwe Karczewski.

## Inclusion de contenu extérieur
L'introduction du morceau Starlight, qui débute le mini-album, utilise la publicité intradiégétique Happy Halloween Silver Shamrock que l'on entend dans le film Halloween 3 : Le Sang du sorcier (Tommy Lee Wallace, 1982). Le thème de cette publicité est chanté par les spectateurs et spectatrices au début du concert enregistré pour l'album Live in the U.K. (introduction du morceau A Little Time, 1989).

## Composition du groupe
- Kai Hansen – chants, guitare
- Michael Weikath – guitare
- Markus Grosskopf – basse
- Ingo Schwichtenberg – batterie

## Liste des titres

### Version originale
| No | Titre           | Durée |
| -- | --------------- | ----- |
| 1. | Starlight       | 5:15  |
| 2. | Murderer        | 4:25  |
| 3. | Warrior         | 4:00  |
| 4. | Victim of Fate  | 6:39  |
| 5. | Cry For Freedom | 6:07  |